# La stanza del figlio
La stanza del figlio (Nederlands: De kamer van de zoon) is een Italiaanse film uit 2001 geregisseerd door Nanni Moretti, die ook een hoofdrol speelt. De vrouwelijke hoofdrol wordt vertolkt door Laura Morante.

## Verhaal
Giovanni is een succesvolle psychoanalyticus, die een evenwichtig leven leidt. Zijn vrouw Paola runt een kleine uitgeverij. Ze zijn gelukkig getrouwd en hebben twee kinderen, Andrea en Irene. Op zondagochtend gaan Giovanni en Andrea doorgaans joggen. Als dit op een zondag niet kan doorgaan omdat Giovanni een patiënt moet bezoeken, besluit Andrea met zijn vrienden te gaan duiken. Hij krijgt echter een duikongeluk en komt daarbij om. Voor zijn familie is het verlies een loodzwaar drama en de rouwverwerking is heel moeilijk. De tragedie lijkt het gezin uit elkaar te scheuren, totdat er een liefdesbrief komt van het vakantievriendinnetje van Andrea.

## Rolverdeling
| Acteur               | Personage       |
| -------------------- | --------------- |
| Nanni Moretti        | Giovanni        |
| Laura Morante        | Paola           |
| Jasmine Trinca       | Irene           |
| Giuseppe Sanfelice   | Andrea          |
| Sofia Vigliar        | Arianna         |
| Renato Scarpa        | Directeur       |
| Roberto Nobile       | Priester        |
| Paolo De Vita        | Luciano's vader |
| Roberto De Francesco | Cd-verkoper     |
| Claudio Santamaria   | Bediende        |

## Prijzen en nominaties
De film won negen prijzen, waaronder in 2001 de Gouden Palm voor beste film.

## Trivia
- De film werd grotendeels in Ancona opgenomen.[bron?]